# Sibirocosa kolymensis
Sibirocosa kolymensis là một loài nhện trong họ Lycosidae.
Loài này thuộc chi Sibirocosa. Sibirocosa kolymensis được Yuri M. Marusik, Azarkina & Koponen miêu tả khoa học lần đầu tiên vào năm 2004.